# キンスキー、我が最愛の敵
キンスキー、我が最愛の敵（Mein liebster Feind - Klaus Kinski)は1999年制作のドキュメンタリー映画。ヴェルナー・ヘルツォーク監督が、『アギーレ/神の怒り』などの主演男優クラウス・キンスキーとの愛憎入り混じった関係を描いたドキュメンタリー。

## 出演
- クラウス・キンスキー
- ヴェルナー・ヘルツォーク
- クラウディア・カルディナーレ
- イザベル・アジャーニ
- ジェイソン・ロバーズ
- ミック・ジャガー
- マクシミリアン・シェル